# Hoch (Familienname)
Hoch ist ein deutscher Familienname.

## Namensträger
- Adolf Hoch (1910–1992), österreichischer Architekt
- Albert Hoch († 1720), deutscher Stiftspropst
- Alfred Hoch (* 1971), österreichischer Politiker (ÖVP)
- André Hoch (* 1998), deutscher Fechter
- Anton Hoch (Manager) (1842–1919), deutscher Bauführer und Fabrikdirektor
- Anton Hoch (Historiker) (1914–1981), deutscher Archivar und Historiker
- Clemens Hoch (* 1978), deutscher Politiker (SPD)
- Daniel Hoch (Fußballspieler) (*  1979), schwedischer Fußballspieler
- Daniel Hoch-Kraft (* 1978), deutscher Bobfahrer
- Daniel K. Hoch (1866–1960), US-amerikanischer Politiker (Pennsylvania)
- Danny Hoch (* 1970), US-amerikanischer Performancekünstler und Schauspieler
- Doris Hoch (* 1954), deutsche Politikerin (Bündnis 90/Die Grünen)
- Edward D. Hoch (1930–2008), US-amerikanischer Schriftsteller
- Edward W. Hoch (1849–1925), US-amerikanischer Politiker
- Eva Hoch (* 1970), deutsche Psychologin und Hochschullehrerin
- Franz Xaver Hoch (1869–1916), deutscher Maler und Grafiker
- Fritz Hoch (1896–1984), deutscher Politiker (SPD)
- Gerhard Hoch (1923–2015), deutscher Theologe, Bibliothekar und Autor
- Gerlind Plonka-Hoch (* 1966), deutsche Mathematikerin und Hochschullehrerin
- Gero Hoch (* 1948), deutscher Betriebswirt und Hochschullehrer
- Gottfried Hoch (* 1947), deutscher Konteradmiral
- Gregor Hoch (1936–1992), österreichischer Politiker (ÖVP)
- Gustav Hoch (1862–1942), deutscher Politiker (SPD)
- Günter Hoch (* vor 1975), österreichischer Botaniker und Hochschullehrer
- Hans-Bernhard Hoch (1928–2020), deutscher Kantor und Kirchenmusikdirektor
- Hans Peter Hoch (1924–2011), deutscher Grafikdesigner und Fotograf
- Homer Hoch (1879–1949), US-amerikanischer Politiker (Kansas)
- Ján Ludvík Hoch (1923–1991), britischer Verleger, siehe Robert Maxwell
- Jenny Hoch (* 1976), deutsche Kulturjournalistin
- Johann Peter Hieronymus Hoch (1779–1831), deutscher Jurist und Politiker
- Josef Hoch (* 1960), deutscher Jurist und Richter
- Joseph Hoch (1815–1874), deutscher Stifter
- Jules Hoch, liechtensteinischer Polizeichef
- Karl Hoch (Ringer), deutscher Ringer
- Karl-Ludwig Hoch (1929–2015), deutscher Pfarrer und Kunsthistoriker
- Käte Hoch (1873–1933), deutsche Malerin
- Lambert Anthony Hoch (1903–1990), US-amerikanischer Geistlicher, Bischof von Sioux Falls
- Matthias Hoch (Philologe) (1814–nach 1876), deutscher Pädagoge und Klassischer Philologe
- Matthias Hoch (General) (1863–1930), deutscher Generalleutnant
- Matthias Hoch (Fotograf) (* 1958), deutscher Fotograf
- Merle Hoch (* 1982), deutsche Musicaldarstellerin
- Michael Hoch (* 1961), deutscher Entwicklungsbiologe und Hochschullehrer
- Nicolai Hoch (* 1993), deutscher Rockmusiker, Songwriter und Autor
- Oswald Hoch (1936–2019), deutscher Politiker (SPD)
- Peter Hoch (Schreiner) (1599–nach 1652), Schweizer Schreiner
- Peter Hoch (Musiker) (* 1937), deutscher Musikpädagoge und Komponist
- Reuben Hoch (* 1959), US-amerikanischer Jazzmusiker
- Ronald Hoch (* 1956), deutscher Fußballspieler
- Rudolf Hoch (1880–1936), deutscher Schauspieler und Regisseur
- Scott Hoch (* 1955), US-amerikanischer Golfspieler
- Toril Hoch-Nielsen (* 1966), norwegische Fußballspielerin
- Wilhelm Hoch (1893–1954), deutscher Jurist und Politiker (BCSV, CDU)
- Winton C. Hoch (1905–1979), US-amerikanischer Kameramann
- Xaver Hoch (* 1947), liechtensteinischer Politiker (FBP)
- Yehuda Hoch (* 1946), israelischer Schachkomponist